# مقاطعة روك (مينيسوتا)
مقاطعة روك (بالإنجليزية: Rock County)‏ هي إحدى مقاطعات ولاية مينيسوتا في الولايات المتحدة الأمريكية.